# Grenoble-Bastille kötélvasút
A Grenoble-Bastille kötélvasút (franciául: Téléphérique de Grenoble Bastille), más néven Les bulles (magyarul: a buborékok), egy drótkötélpálya a franciaországi Grenoble városában. A városközpontot köti össze a Bastille-lal, a város fölé magasodó egykori erőddel.
2017 júliusában Grenoble metropolisza a drótkötélpálya felső állomásának tetején webkamerát helyezett el, amely az internetezőknek 20 percenként 220°-os panorámaképet kínál a városról, többféle képmeghatározással. A 2017. július 13. óta elérhető fényképek archiválásának köszönhetően a Geológusok terasza és a Belvedere Vauban látogatói is láthatják egymást a fotókon.

## Története
A vonalat 1934. szeptember 29-én adták át. 1934-ben a drótkötélpályák már nem jelentettek újdonságot. Az Aiguille du Midinél lévő drótkötélpálya már tíz éve, a Salève-nél lévő pedig két éve létezett; ekkorra már Európában is jelentős számmal működtek hasonló rendszerek. Még Grenoble-ban is létezett egy kötélpályás közlekedési rendszer a Jalla-hegy és a Porte de France területe között 1875 óta, amelyet a mészkő szállítására használtak a kőbányákból a cementipar számára. 1875-ben még a Jalla-hegy és a Porte de France területe között is létezett egy kötélpályás közlekedési rendszer.
Grenoble-ban a város nyitottsága és terjeszkedési vágya vezette az akkori polgármestert, Paul Mistral-t, hogy 1925-ben sikeresen megszervezze az Exposition internationale de la houille blanche (Nemzetközi fehér szén kiállítás) elnevezésű rendezvényt, majd ezt követően területet vásárolt a város leendő repülőterének. 1930-ban az idegenforgalmi kamara alelnökével, Paul Michouddal együtt megtervezte a világ első városi kötélpályáját a városban. A Grenoble környéke fölé magasodó Bastille helyét természetesen úgy választották ki, hogy turisztikai látványossággá váljon, hiszen a Haxo tábornok által egy évszázaddal korábban megerősített hely természetes kiemelkedés volt, amely 360°-os panorámát nyújtott.

## Állomások
Az állomásokat Jean Benoit építész tervezte. A munkával a Bleichert, Neyret-Beylié, Para és Milliat francia-német konzorciumot bízták meg. A felső állomás helyének kiválasztása nem okozott gondot; a várbörtön laktanyájához közel kellett lennie, amelyet étteremmé alakítottak át. Az alsó állomás helye a Jardin des dauphins és a Jardin de ville között volt. Végül úgy döntöttek, hogy az alsó állomást a Jardin de ville közelében, az Isère partján helyezik el. Építészeti kialakítása a szemközti parton lévő Tour de l'Isle elemeit vette át, és egy fedett hidat építettek az út felett. 1959-ben az alsó állomáshoz egy kör alakú bővítményt építettek, amely száz fő befogadására alkalmas váróteremként funkcionált.
1975-re az állomás elmaradt az építési szabványoktól, és az elöregedett berendezések és a csökkenő látogatottság meggyőzte Grenoble önkormányzatát, hogy lebontja és újjáépíti az alsó állomást. Az 1967-es kábeleket azonban megőrizték. A tervezéssel a helyi Groupe 6 építészirodát bízták meg. A kábelezést és a fülkéket a Poma cégre bízták, és egy évvel később, 1976 szeptemberében adták át. Az új állomás nagy üvegablakokkal épült, akárcsak az új fülkék. A meghajtást tartalmazó középső oszlop tetején acélkeret és kocka alakú üveg található.
A felső állomást a maga részéről nem változtatták meg, de átrendezték, hogy befogadja az új, folyamatosan forgó szerkezeteket, a tartókötelek két hatalmas, 46 tonnás ellensúlyát, és végül a 24 tonnás vontatókábel ellensúlyát.
2005 szeptemberében a mozgáskorlátozottak számára is biztosították a hozzáférést, így ők is használhatják a drótkötélpályát; ugyanezen okból az erődben is új felvonókat szereltek fel.

## Képek

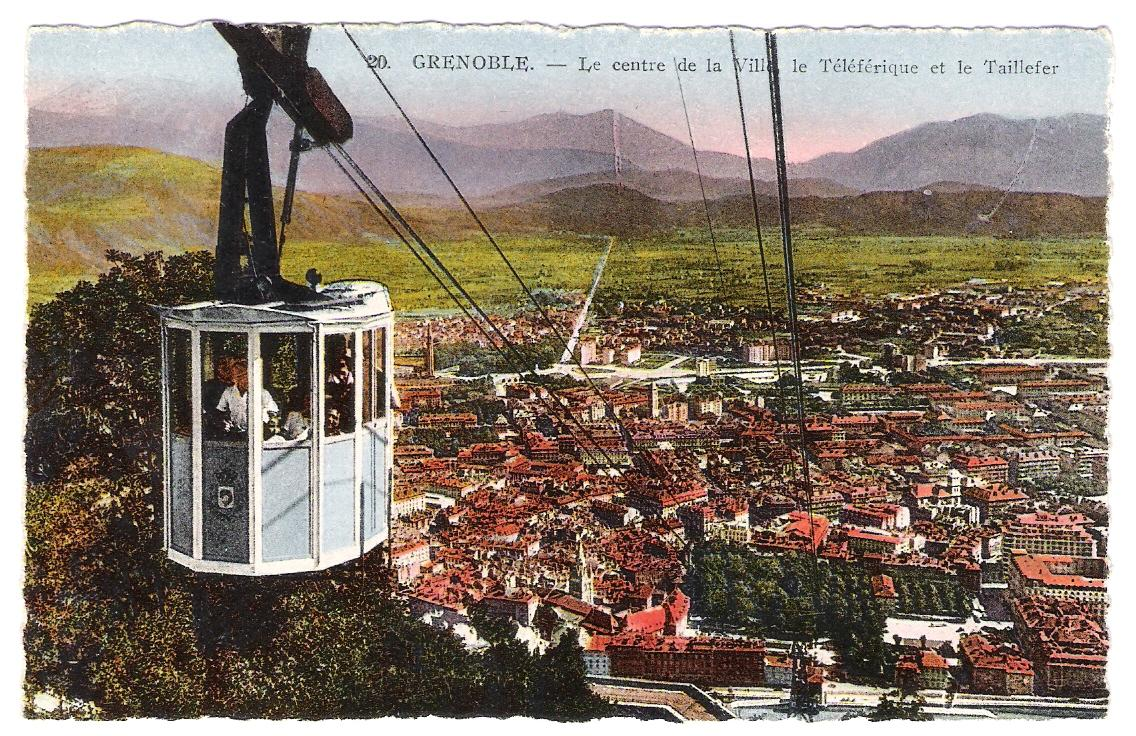
Az 1934 és 1951 között használt kabin
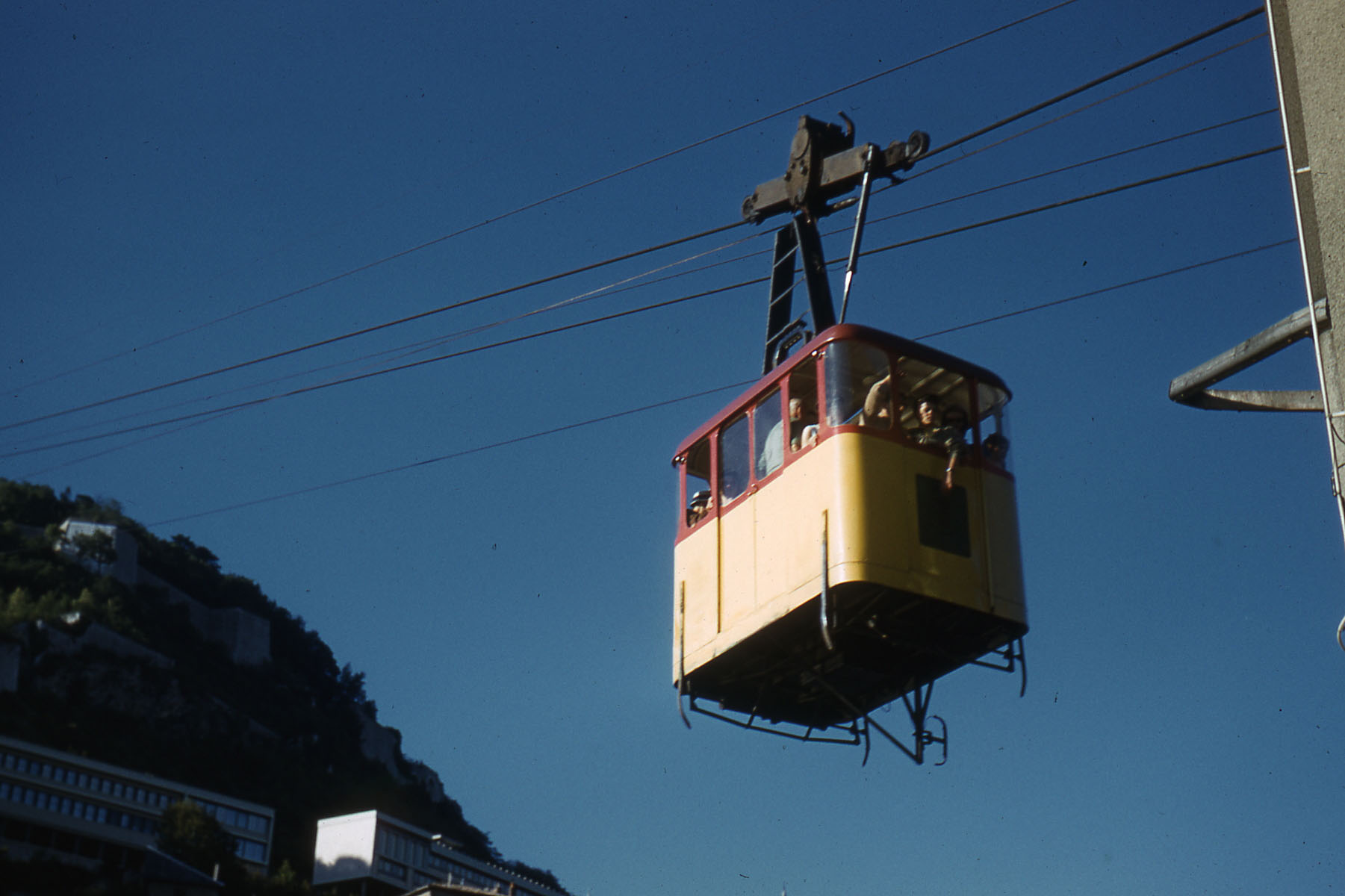
Az 1951 és 1975 között használt kabin
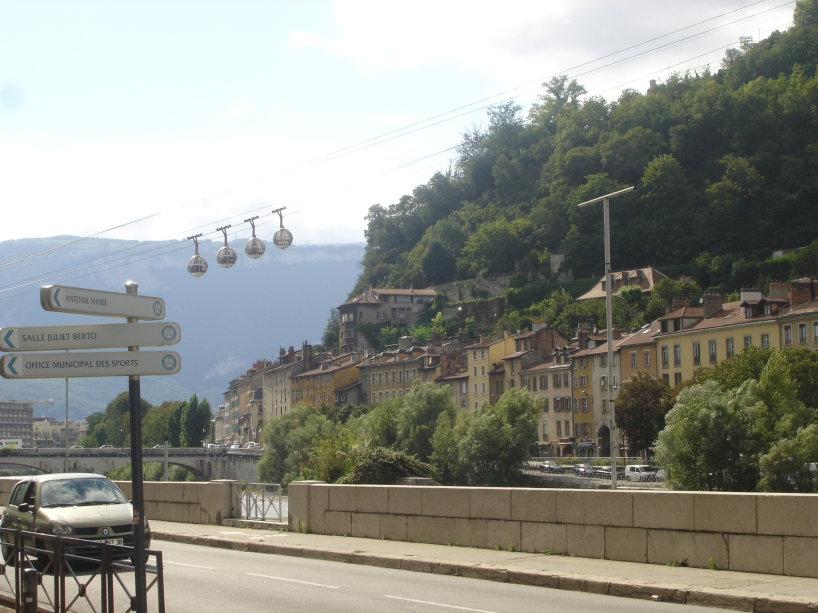
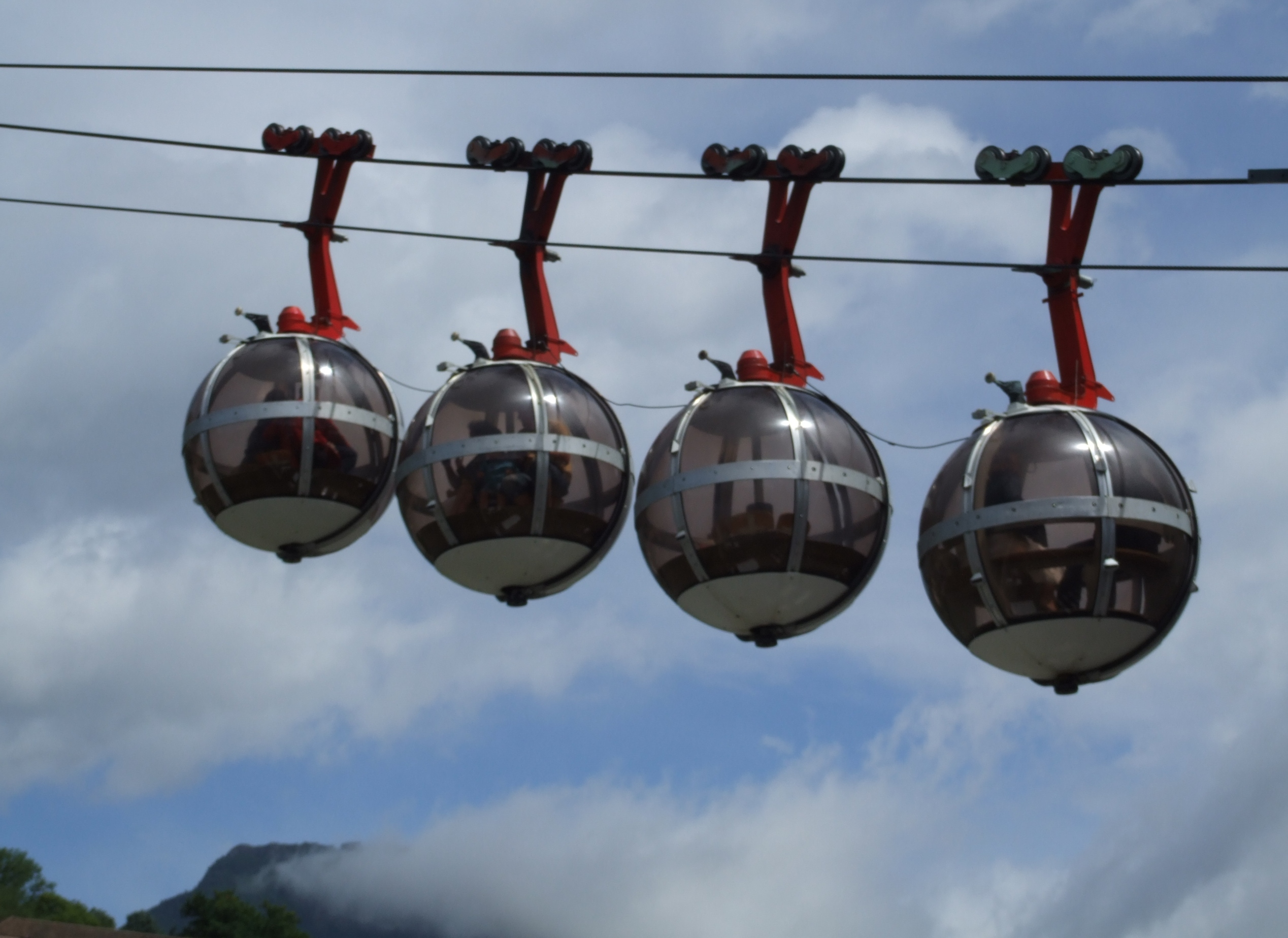
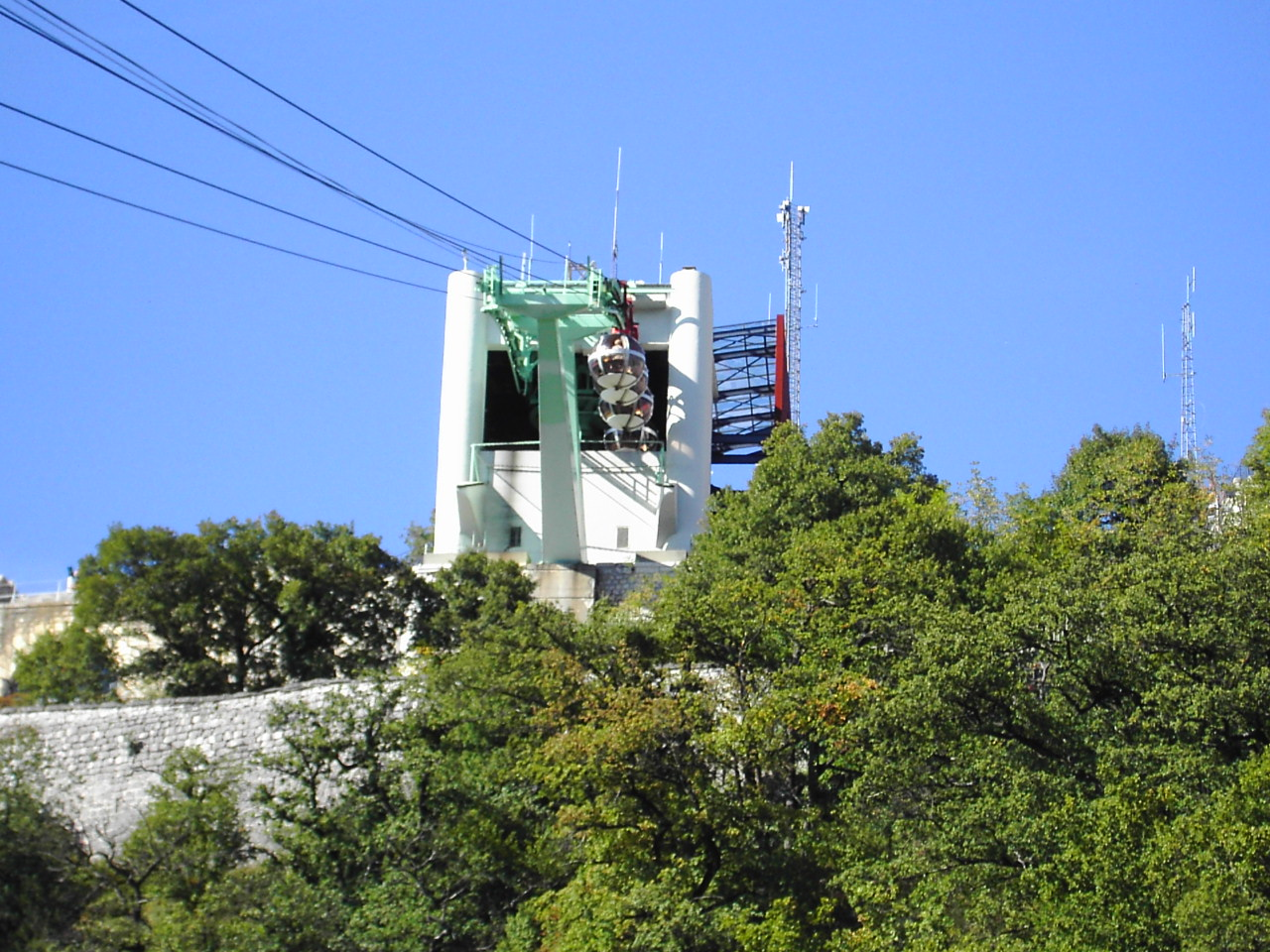
A felső állomás
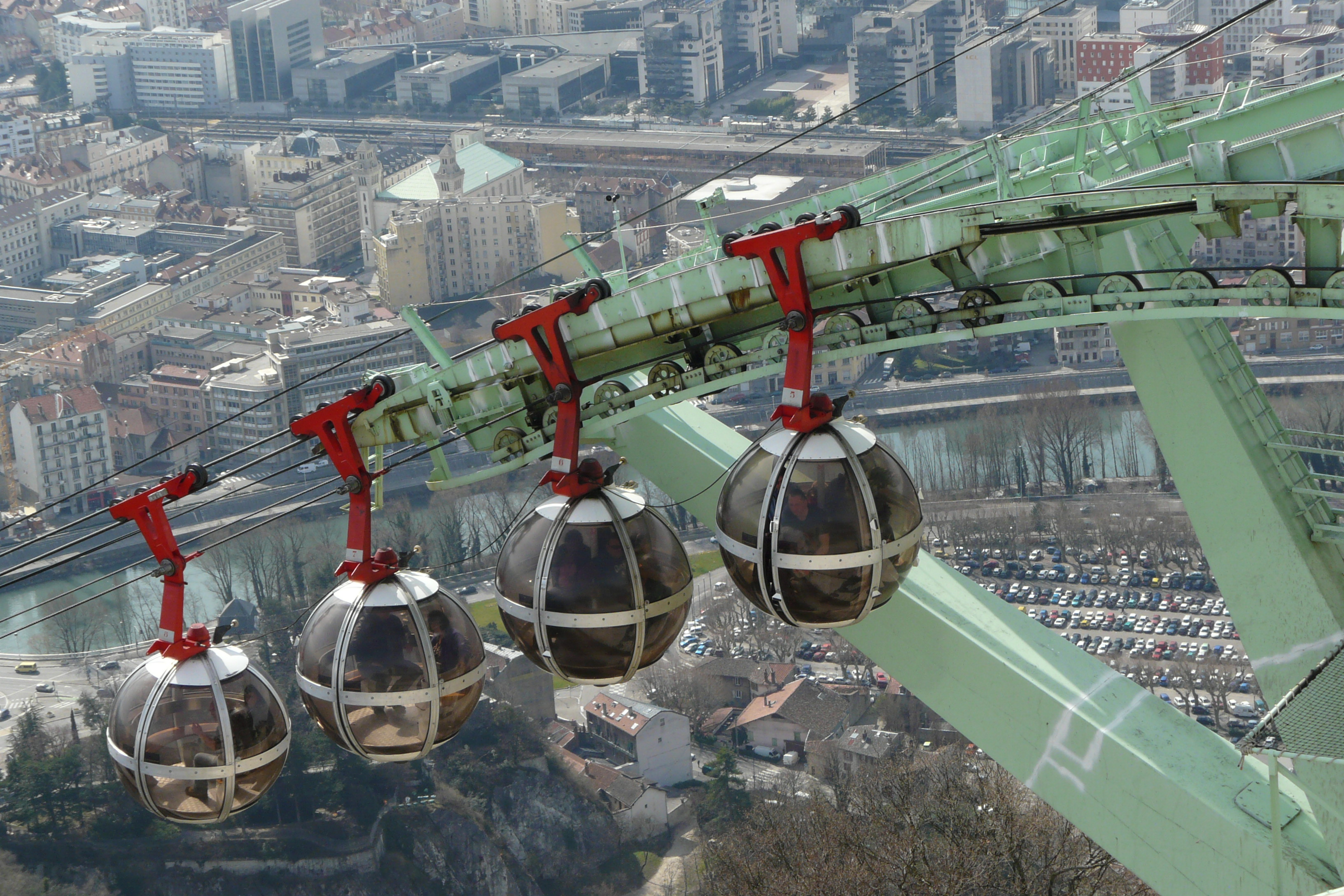
Érkezés a felső állomásra